# Yang Liwei
Yang Liwei (楊利偉T, 杨利伟S; Suizhong, 21 giugno 1965) è un ex astronauta cinese, il primo cittadino cinese ad andare in orbita col programma spaziale cinese il 15 ottobre 2003 a bordo della Shenzhou 5 facendo della Cina il terzo paese ad esser riuscito a mandare un uomo nello spazio.

## Carriera
Yang è stato selezionato come candidato astronauta nel 1998. Ex pilota di caccia dell'Aeronautica dell'esercito popolare di liberazione, all'epoca della sua prima missione ricopriva il grado di tenente colonnello. È stato poi promosso colonnello il 20 ottobre 2003, quindi maggiore generale il 22 luglio 2008.
È stato lanciato nello spazio a bordo della navicella spaziale Shenzhou 5 in cima a un razzo Long March 2F dal Jiuquan Satellite Launch Center nel deserto del Gobi alle 01:00 UTC del 15 ottobre 2003. Prima del suo lancio non era stato reso pubblico quasi nulla sui candidati taikonauti cinesi; la sua selezione per il lancio di Shenzhou 5 è trapelata ai media solo un giorno prima del lancio. Gli altri due potenziali candidati per la missione spaziale erano Nie Haisheng e Zhai Zhigang, anch'essi in attesa come equipaggi di riserva il giorno del lancio.
Rimase nello spazio per 21 ore, compiendo 14 orbite attorno alla Terra. Atterrò il 16 ottobre 2003 alle ore 22:00 UTC nelle praterie della Mongolia interna.
Nonostante sia stato il primo cittadino cinese nello spazio, non è il primo astronauta di origine cinese ad aver volato nello spazio: Taylor Wang, nato in Cina e naturalizzato statunitense viaggiò a bordo dello Space Shuttle nella missione STS-51-B del 1985, mentre il primo astronauta nato in Cina fu William Anders, nato a Hong Kong il 17 ottobre 1933 e che avrebbe fatto parte della missione orbitale lunare Apollo 8 nel 1968. 
Considerato un eroe in Cina, come successe per Jurij Gagarin in Unione Sovietica, anche per Yang Liwei quello con la Shenzhou 5 rimase l'unico suo volo spaziale a cui prese parte.
Divenne il vice-comandante del sistema di selezione degli astronauti cinesi, nel 2007 divenne il membro supplente del Comitato centrale del Partito Comunista Cinese al 17º Congresso del Partito. Yang Liwei successivamente è diventato direttore dell'Agenzia spaziale cinese con equipaggio (CSMA).